# Characène

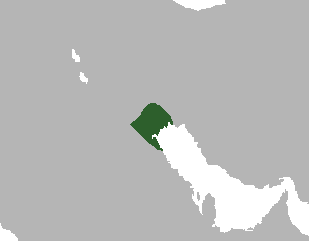
Expansion approximative du royaume de Characène.

La Characène ou Mésène, était un royaume arabe situé à l'embouchure du Tigre et de l'Euphrate, sur le Golfe Persique, au sud de la Babylonie. Créé à la fin du IIe siècle av. J.-C., ce royaume fut vassal de l'Empire Parthe. Sa capitale était Spasinou Charax, « la forteresse d'Hyspaosinès ». Au Ier  et au  IIe siècle. il joua un rôle important dans le commerce de la Syrie avec l'Inde.

## Historique

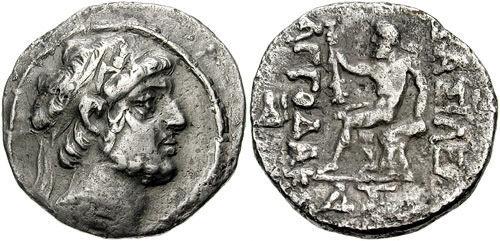
Monnaie représentant Apodakos, deuxième roi de Characène vers 110/09-104/03 avant J.C.

Le royaume de Characène est fondé vers 127 av. J.-C. par Aspasinè, nommé Hyspaosinès par les auteurs classiques, un ancien satrape d'Antiochos IV Épiphane.
Survivant à la dissolution de l'Empire séleucide, la Characène devient vassale de l'Empire Parthe jusqu'à sa chute au début du IIIe siècle. Les rois sassanides mirent un terme à la dynastie royale locale et la remplacèrent par des gouverneurs.
La population de Characène était en majeure partie composée d'Arabes et, bien que portant un nom iranien, Hyspaosinès est décrit comme le roi des Arabes dans cette région.
Bien que le royaume fût vassal des Parthes, il a toujours mené une politique favorable à Rome et a accueilli favorablement l'invasion romaine de Trajan en 116 apr. J.-C. L'empereur lui-même séjourne à Spasinou Charax, et assiste en personne au départ des vaisseaux pour l'Inde, regrettant d'être trop vieux pour entreprendre le voyage, comme l'avait fait Alexandre de Macédoine. 
Par la suite, le royaume semble avoir échappé assez longtemps à la reprise en main de la Mésopotamie par les Parthes, c'est seulement en 150 qu'il revient dans la zone d'influence directe de l'empire des Arsacides après la défaite du roi Meredate (ou Méherdate) face à Vologèse IV. Ce dernier prélève sans doute un important butin à Spasinou Charax dont une statuette d'Hercule retrouvée à Séleucie du Tigre et portant l'inscription qui a révélé cet épisode.
Les rois de Characène sont surtout connus par leurs monnaies, essentiellement des tétradrachmes à légendes en grec et, plus tard, en araméen. Ces monnaies sont datées selon l'ère séleucide, ce qui permet d'en fixer la chronologie.

## Rois de Characène
- Hyspaosinès vers127-124 av. J.-C.

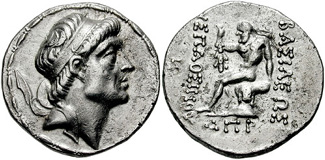
Hyspaosinès (209-124 av. J.-C.), fondateur de la Characène.

- Apodakos vers110/09-104/03 av. J.-C.
- Tiraios I 95/94-90/89 av. J.-C.
- Tiraios II 79/78-49/48 av. J.-C.
- Artabazos 49/48-48/47 av. J.-C.
- Attambelos I 47/46-25/24 av. J.-C.
- Theonesios I vers 19/18
- Attambelos II vers 17/16 av. J.-C. - 8/9 apr. J.-C.
- Abinerglos I 10/11; 22/23
- Orabazes I vers 19
- Attambelos III vers 37/38-44/45
- Theonesios II vers 46/47
- Theonesios III vers 52/53
- Attambelos IV 54/55-64/65
- Attambelos V 64/65-73/74
- Orabazes II vers 73-80
- Pakoros (II) 80-101/02
- Attambelos VI vers 101/02-105/06
- Theonesios IV vers 110/11-112/113
- Attambelos VII 113/14-117
- Méradatés  fils de Pacorus vers 131-150/51
- Orabazes II vers 150/51-165
- Abinerglos II (?) vers 165-180
- Attambelos VIII vers 180-195
- Maga (?) vers 195-210
- Abinerglos III vers 210-222